# هوا همیشه مناسب است
هوا همیشه مناسب است (انگلیسی: It's Always Fair Weather) یک فیلم کمدی رمانتیک موزیکال به کارگردانی جین کلی و استنلی دانن محصول سال ۱۹۵۵ است.

## بازیگران
- جین کلی
- دن دیلی
- سید شریس
- بری نورتون
- بتی آرلن
- دولورس گری
- یوجین بوردن
- پیتر لیدز
- بتی کامدن
- رناتا وانی
- چارلز سالیوان